# Rákóczi György (1701–1756)
Rákóczi György (Bécs, 1701. augusztus 8. – Saint Denis, Franciaország, 1756. június 22.) II. Rákóczi Ferenc és Sarolta Amália hessen–wanfriedi hercegnő harmadik fia, Rákóczi József öccse.

## Élete
II. Rákóczi Ferenc és Hessen–Wanfriedi Sarolta Amália hercegnő kisebbik fiaként született. (Elsőszülött bátyja meghalt 1699-ben.) Születésekor apja már a bécsújhelyi börtönben volt, Longouvel francia követ ugyanis elárulta XIV. Lajos francia királlyal folytatott levelezését a bécsi udvarnak. Felesége, Sarolta Amália Rákóczi Julianna segítségével azonban lefizette a Rákóczi őrzésével megbízott Gottfried Lehmann kapitányt, és sikeresen megszöktette férjét a börtönből. Rákóczi Lengyelországba menekült; ezalatt a bécsi udvar Sarolta Amáliát kolostorba záratta, és elszakította két fiától. 
A Rákóczi fiúk, György és a nála egy évvel idősebb József Bécsbe kerültek, ahol császárhű nevelést kaptak, és léha életre szoktatták őket. György eredeti neve helyett a marchese della Santa Elisabetta nevet kapta, apjától pedig a makovicai hercegi címet. 1726-ban Párizsba, majd onnan 1727-ben apjához Rodostóba szökött, de hamarosan visszatért Párizsba, ahol Terislaw gróf néven élt. 1742-ben I. Mahmud szultán meghívására még egyszer Törökországba ment, de az erdélyi fejedelem jelöltségét nem vállalta, s visszatért Franciaországba.

## Leszármazottai
Kétszer nősült, második feleségének, Margarete Suzanne Pinthereau de Bois I’Isle francia nemeslánynak (1702–1768) tőle egyetlen fia született, aki 3 éves korában meghalt.
- György (1740–1743. március 28.)

## Halála
Rákóczi György 1756. június 22-én hunyt el Saint Denis-ben, Franciaországban. Halálával kihalt a Rákóczi-család fejedelmi férfiága. 